# Paul Goeminne
Paul Goeminne, född 1888, var en belgisk ishockeyspelare. Han kom på femte plats i Antwerpen 1920.